# Zu Asche, zu Staub
Zu Asche, zu Staub ist der Titelsong der ersten beiden Staffeln der deutschen Fernsehserie Babylon Berlin aus dem Jahr 2017. Er wurde 2016 für die Fernsehserie von Tom Tykwer, Mario Kamien, Larry Mullins und Nikko Weidemann geschrieben.
In den ersten beiden Staffeln der Fernsehserie wird das Lied wiederholt von Severija Janušauskaitė in der Rolle der Swetlana Sorokina auf der Bühne des Nachtclubs Moka Efti dargeboten. Sie tritt dabei in androgyner Kostümierung (u. a. mit angeklebtem Menjou-Bärtchen) unter dem Pseudonym „Nikoros“ auf („Sorokin“ rückwärts gelesen) und wird von einem Bühnenorchester sowie einem Ballett burlesquer Tänzerinnen begleitet, deren Kostüme auf das Bananenröckchen von Josephine Baker Bezug nehmen. In der Mitte des Stücks erklingt ein markantes Schlagzeugsolo, das von Larry Mullins, einem Mitglied von Nick Cave and the Bad Seeds, geschrieben und eingespielt wurde.
Der Song wurde als Teil des Soundtracks von BMG Rights Management auf CD publiziert. Darin erschien er in zwei Versionen: als Zu Asche, Zu Staub (Psycho Nikoros) [Finale Season 2] und als Zu Asche, Zu Staub (Psycho Nikoros). Der Song wird im Trailer der Fernsehserie verwendet.